# Божок Алла Петрівна
Божок Алла Петрівна (*11 січня 1934 року) — український географ-картограф, кандидат географічних наук, доцент Київського національного університету імені Тараса Шевченка.

## Біографія
Народилася 11 січня 1934 року в Харкові. Закінчила 1957 року кафедру геодезії та картографії Київського університету, у 1970 році аспірантуру. У 1958–1967 роках працювала в науково-дослідній лабораторії університету над розробкою карт для Національного атласу України. У 1978 році був виданий 1-й том «Природные условия и естественные ресурсы Украинской ССР». У Київському університеті працює з 1970 року молодшим науковим співробітником, асистентом, старшим викладачем, з 1983 року доцентом. Кандидатська дисертація «Комплексное картографирование технической оснащенности сельского хозяйства Украинской ССР» захищена у 1978 році.
Викладає курси: «Картографія», «Картознавство», «Космічна картографія», «Топографія з основами геодезії». Нині працює на громадських засадах. Сфера наукових досліджень: комплексне картографування, розробка системи показників картографування сільськогосподарської техніки на базі графічної моделі «технічні засоби сільського господарства — природне середовище» та оцінювальних критеріїв природних умов, що впливають на ефективність використання технічного знаряддя. Член товариства «Знання», член правління українського відділу Всесоюзного астрономо-геодезичного товариства, вчений секретар Науково-методичної комісії з геодезії при Міністерстві вищої освіти УРСР.

## Нагороди і відзнаки
Нагороджена медалями: «В пам'ять 1500-річчя Києва» у 1982 році, «Ветеран праці» у 1984 році, «З нагоди 160-річчя Київського університету імені Тараса Шевченка», знаком «Відмінник народної освіти» у 1984 році.

## Наукові праці
Автор 50 наукових і науково-методичних праць. Основні праці:
1. Топографія з основами геодезії. — К., 1986, 1995, 2009 (у співавторстві);
2. Картографія. — К., 1999, 2000, 2008 (у співавторстві);
3. Картографія з основами картографічного креслення. — К., 1990, 1996.